# Desa Cireundeu (administrativ by i Indonesien, Banten, lat -6,30, long 106,77)
Desa Cireundeu är en administrativ by i Indonesien.   Den ligger i provinsen Banten, i den västra delen av landet, 13 km sydväst om huvudstaden Jakarta.